# NGC 3704
NGC 3704 est une galaxie elliptique située dans la constellation de la Coupe. NGC 3704 a été découverte par l'astronome allemand Wilhelm Tempel en 1878.

## Caractéristiques
Sa vitesse par rapport au fond diffus cosmologique est de 5 646 ± 52 km/s, ce qui correspond à une distance de Hubble de 83,3 ± 5,9 Mpc (∼272 millions d'al).
À ce jour, une mesure non basée sur le décalage vers le rouge (redshift) donne une distance d'environ 58,500 Mpc (∼191 millions d'al). Cette valeur est nettement à l'extérieur des valeurs de la distance de Hubble. Notons que c'est avec la valeur moyenne des mesures indépendantes, lorsqu'elles existent, que la base de données NASA/IPAC calcule le diamètre d'une galaxie et qu'en conséquence le diamètre de NGC 3704 pourrait être d'environ 39,3 kpc (∼128 000 al) si on utilisait la distance de Hubble pour le calculer.

## Paire de galaxies?
Bien qu'aucune source consulté ne le mentionne, NGC 3704 et NGC 3707 sont très rapprochées sur la sphère céleste et sont à peu près à la même distance de la Voie lactée, 272 mal et 274 mal. Elles forment très probablement une paire de galaxies.